# Jan Kratochvíl (básník)
Jan Kratochvíl (23. října 1928 Jaroměřice nad Rokytnou – 23. srpna 2017 Sedlice) byl český básník.

## Život
V roce 1947 maturoval na gymnáziu v Moravských Budějovicích a později odjel studovat do Anglie, studoval na Czechoslovak College Bishop´s Stortford. Kolej byla po komunistickém puči v červnu 1948 zrušena. Po návratu z Anglie zahájil po roční čekací době studium na Právnické fakultě Univerzity Karlovy, které však ve složitých padesátých létech neukončil. Znovu započal studium téže fakulty při zaměstnání v letech šedesátých a úspěšně promoval v symbolickém roce 1968. V témže roce se přestěhoval do Pardubic, kde dalších 20 let působil jako podnikový právník na Generálním ředitelství UNICHEM.
Po odchodu do důchodu v roce 1998 se zabýval aktivními činnostmi v oblasti kultury.

## Dílo
Vydal sbírky veršů – Hledání pramenů, Čas kosení trávy, Já tě doprovodím a Verše vinné a nevinné, knížky pro děti Kam asi letí ptáci, Dobrodružství kapky rosy, Děti, písnička letí, Táboráku plápolej, dále vydal zpěvník trampských písní Trampujeme s kytarou a do roku 2014 včetně uskutečnil 26 celovečerních autorských čtení ze svých veršů. Aktivně spolupracoval s dětským pěveckým sborem CARMINA Pardubice a s trampskou hudební skupinou FAJADO Chrudim. Od roku 1956 byl členem OSA, v poslední době též členem DILIA. Je autorem mnoha písní (hudba i text) a spoluautorem písně Větrný plášť, pro kterou hudbu složil jeho syn Jan. Je spoluautorem mnoha, zejména trampských písní s Ivanem Jankůj, který je autorem hudby k těmto písním.
Jeho starší písně jsou na CD Nesmělá písnička (vydavatelství Eva a Vašek), v roce 2014 vydal autorské a spoluautorské písně na CD Dárek pro řeku.